# Smilax perfoliata
Smilax perfoliata är en enhjärtbladig växtart som beskrevs av João de Loureiro. Smilax perfoliata ingår i släktet Smilax och familjen Smilacaceae. Inga underarter finns listade.